# Amerika (skladba)
»Amerika« je skladba skupine Bazar iz leta 1987. Avtor glasbe je Danilo Kocjančič, besedilo pa je napisal Drago Mislej - Mef. 

## MMS 1987
Skladba se je prvič predstavila na Melodijah morja in sonca '87, z nastopom v portoroškem Avditoriju. Skladba je tudi zmagala na tem festivalu, saj je dobila prvo nagrado občinstva.

## Snemanje
Snemanje je potekalo v studiu Tivoli. Skladba je leta 1987 izšla na festivalski kompilaciji Melodije morja in sonca - Portorož '87, kasneje pa še na albumu Amerika in Kompilacija 84-92 vse pri ZKP RTV Ljubljana.

## Zasedba

### Produkcija
- Danilo Kocjančič – glasba
- Drago Mislej – besedilo
- Bazar – aranžma, producent
- Aco Razbornik – tonski snemalec
- Jurij Toni – tonski snemalec

### Studijska izvedba
- Igor Mermolja – solo vokal
- Danilo Kocjančič – bas kitara, vokal
- Dušan Vran – bobni, vokal
- Zdenko Cotič – kitara, vokal
- Marino Legovič – klaviature, vokal